# Meister des (ehem.) Hochaltars der Marienkirche in Lübeck
Als Meister des (ehem.) Hochaltars der Marienkirche in Lübeck wird der in der ersten Hälfte des 15. Jahrhunderts tätige Maler und Bildhauer bezeichnet, der den gotischen Hauptaltar der Lübecker Marienkirche geschaffen hatte. Ihm wurde dieser kunstwissenschaftliche Notname gegeben, da der Künstler nicht mehr namentlich bekannt ist und seine Identität nicht in Quellen überliefert ist.

## Der namensgebende Altar
Die Arbeiten am gotischen Hochaltar der Lübecker Marienkirche wurden 1414 begonnen. Ein vorheriges Retabel war 1407 durch einen Brand in der Kirche vernichtet worden. Der neue Altar wurde 1425 aufgestellt.
52 größere und 39 kleinere Silberfiguren der Festtagsseite des Flügelaltars wurden 1533 unter dem Lübecker Bürgermeister Jürgen Wullenwever zur Finanzierung der Grafenfehde eingeschmolzen.
Der Altar behielt seine Funktion bis zum Jahr 1696. Aufgrund einer Spende des Lübecker Kaufmanns und Ratsherrn Thomas Fredenhagen trat dann  der von dem flämischen Bildhauer Thomas Quellinus gestaltete neue barocke Hochaltar an seine Stelle. Die erhaltenen Teile des alten gotische Hochaltars blieben jedoch in der Kirche verstreut erhalten und wurden 1852 auf Anregung von Carl Julius Milde in der Sakristei durch den hamburgischen Bildhauer J.P.N. Martin zu einer Rekonstruktion des Altars wieder zusammengefügt.
Beim Luftangriff vom Palmsonntag 1942 und dem Brand der Marienkirche wurden die erhaltenen und rekonstruierten Reste des Altars dann jedoch unwiederbringlich zerstört. Das Kunstwerk kann heute nur noch anhand der fotografischen Dokumentation der Rekonstruktion von 1852 und den Veröffentlichungen der Vorkriegszeit beurteilt werden kann, wenn man von einigen Bauteilen absieht, die vorher in das St.-Annen-Kloster Lübeck gelangt waren.

## Stilistische Bewertung und Herkunft
Für Walter Paatz gehörten die erhaltenen Reste des Hochaltars zum charakteristischen Mittelgut lübeckischer Schnitzkunst und die Malerei veranschaulichte eine betont bodenständige, in langweiliger Holdseeligkeit etwas Eigenes suchende Richtung unter den lübeckischen Malern des frühen 15. Jahrhunderts. Carl Georg Heise sprach von blasser Allgemeinheit und unbekümmerter Naivität des Vortrags, lobte aber die sauber gearbeitete Baldachin-Architekturen. In Frage steht damit deutlich der Fertigungsort: während früher eine Lübecker Werkstatt unterstellt wurde, wird heute von einem Importretabel ausgegangen, das vor Ort in Lübeck noch weiter veredelt wurde.

## Identifizierung

### Meister des Jakobialtars
Aufgrund der Ähnlichkeit des jüngeren Neustädter Altars zum ehemaligen gotischen Hauptaltar der Marienkirche wurde der Meister des Jakobialtars zum Teil als Schüler des Meisters des (ehem.) Hochaltars der Marienkirche in Lübeck oder auch als ein und dieselbe Person angesehen.

### Meister der Goldenen Tafel
Bereits Struck wies auf die Möglichkeit hin, dass der Reliquienschrein um die Goldene Tafel für die Lüneburger Michaeliskirche vom selben Künstler gefertigt worden sein könnte, der mit diesem Werkbezug in der Kunstgeschichte mit dem Notnamen Meister der Goldenen Tafel beschrieben wird. Diese Auffassung hat zumindest für den ehemaligen Hochaltar der Marienkirche und die heute im Niedersächsischen Landesmuseum befindliche Goldene Tafel aus Lüneburg heute noch Bestand.

## Belege
1. ↑  Drei Strebepfeiler – Hochaltarretabel der Marienkirche. In: Museumsserver Schleswig-Holstein. Abgerufen am 26. Juli 2022.
2. ↑  Walter Paatz: Die Marienkirche zu Lübeck. 2. Auflage 1929, S. 29 und 33.
3. ↑  C. G. Heise: Lübecker Plastik. Bonn 1926, S. 9 mit Abb. 25 und 26.
4. ↑  So: Albrecht: Corpus... S. 142.
5. ↑  Dexel-Brauckmann in Zeitschrift des Vereins für Lübeckische Geschichte und Altertumskunde (ZVLGA) 19, S. 8 f. und S. 11 f.
6. 1 2  R. Struck in ZVLGA 13, S. 112 ff. (S. 118) vermutet den Lübecker Maler Jakob Hoppener, der für 1407–1453 in Lübeck nachgewiesen ist.
7. ↑  Albrecht: Corpus... S. 142 unter Verweis auf Merkmale der Fertigung der Retabelkästen und die gleichartigen Verzierungen.

| Personendaten    | Personendaten                                             |
| ---------------- | --------------------------------------------------------- |
| NAME             | Meister des (ehem.) Hochaltars der Marienkirche in Lübeck |
| KURZBESCHREIBUNG | deutscher Maler und Bildschnitzer                         |
| GEBURTSDATUM     | 14. Jahrhundert                                           |
| STERBEDATUM      | 15. Jahrhundert                                           |